# Talltaggsvamp
Talltaggsvamp (Bankera fuligineoalba) är en svampart som först beskrevs av J.C. Schmidt, och fick sitt nu gällande namn av Coker & Beers ex Pouzar 1955. Talltaggsvamp ingår i släktet Bankera och familjen Bankeraceae.  Arten är reproducerande i Sverige. Inga underarter finns listade i Catalogue of Life.